# ريموند ليندمان
ريموند لوريل ليندمان (بالإنجليزية: Raymond Lindeman)‏ (1915 - 29 يونيو 1942) كان عالمًا بيئيًا غالبًا ما يُنسب إليه أبحاث الدراسات العليا في كونه مؤلف دراسة أساسية في مجال النظام البيئي.